# Polycentropus milaca
Polycentropus milaca là một loài Trichoptera trong họ Polycentropodidae. Chúng phân bố ở miền Tân bắc.